# Illes Orientals d'al-Àndalus
Les illes Orientals de l'Àndalus o al-Jazàïr aix-Xarqiyya li-l-Àndalus (àrab: الجزائر الشرقية للأندلس, al-Jazāʾir ax-Xarqiyya li-l-Andalus) és el nom de les Illes Balears en època musulmana (903-1229), integrades per Mayurqa, Minurqa, Yàbissa i Faramantira. La seva organització política varià en gran manera al llarg dels més de tres segles de dominació islàmica, des de forta dependència del poder central durant el Califat de Còrdova fins a la plena independència, de la Taifa de Mallorca, passant per totes les situacions intermèdies.

## El domini nominal

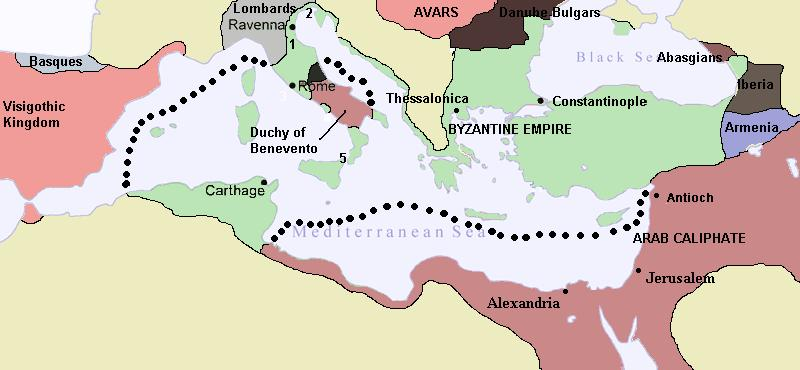
L'Imperi Romà d'Orient abans de l'any 705

Des de l'any 534 les Balears, integrades en l'Imperi Romà d'Orient, formen part de la província de Sardenya. L'any 705 Mussa ibn Nussayr conquereix definitivament els territoris del nord d'Àfrica occidental als romans d'Orient i l'any 707 envia al seu fill Abd-Al·lah ibn Mussa ibn Nussayr a una expedició als territoris imperials insulars de Sicília, Sardenya i les Illes Balears, signant amb els seus governants un tractat de submissió o ahd, així mateix s'emportà els màlik de Mallorca i Menorca (segurament governadors romans d'Orient) a Damasc, per ratificar-lo amb el califa omeia Al-Walid ibn Abd-al-Màlik
Es desconeix la vigència d'aquest tractat, però establint paral·lelismes amb situacions semblants, cal suposar la desvinculació amb l'Imperi Romà d'Orient i la independència de fet dels insulars condicionada al pagament de tributs. En tot cas les ràtzies musulmanes fetes des de Turtuixa l'any 797, les ambaixades dels illencs a la cort de Carlemany el 798 i les subsegüents expedicions d'ajut el mateix any i el 813, fan pensar que entre finals del segle viii i principis del ix la submissió no era efectiva.
L'any 848 l'emir de Còrdova d'Abd al-Rahman II, sotmet els illencs per haver deixat de pagar els imposts a què estaven obligats, tal vegada derivats del primer tractat o d'un altre posterior signat amb els emirs independents de Còrdova. L'any següent els balears hi envien una ambaixada que obté el perdó i la restitució de l'antic status a canvi d'una multa.

## La conquesta islàmica de Mayurqa

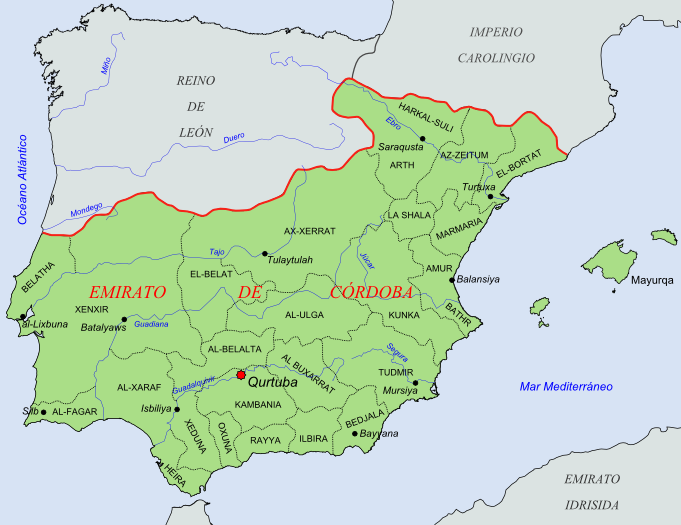
Cores de l'Emirat de Còrdova

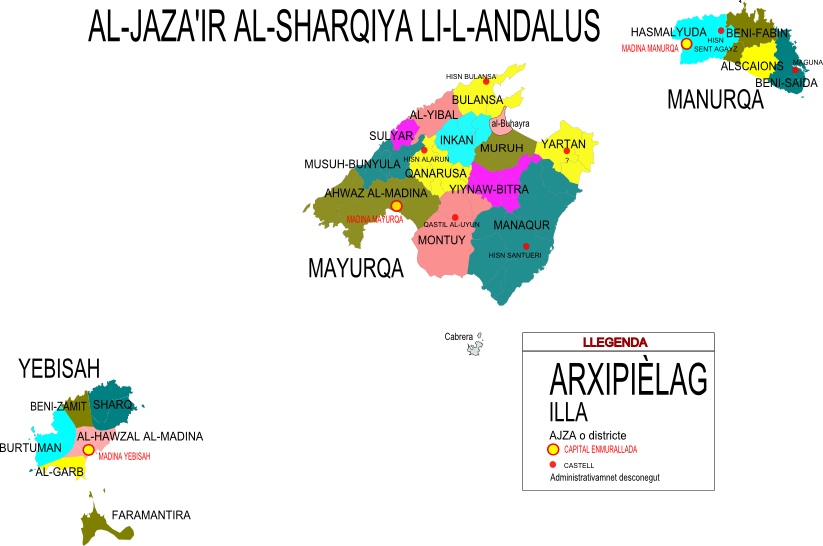
Divisió de les Illes Orientals immediatament anterior a la conquesta de Jaume I

L'efectiva conquesta de Mallorca per part de les tropes musulmanes es produí al llarg dels anys 902 i 903 de l'era cristiana. L'expedició sarraïna fou comandada per Issam al-Khawlaní i malgrat la resistència oposada pels cristians durant més de vuit anys al castell d'Alaró, el territori fou incorporat al dominis de l'Emirat de Còrdova i constituït en cora sota el nom d'al-Jazàïr aix-Xarqiyya li-l-Àndalus, ‘les illes orientals d'al-Àndalus'. El mateix Issam al-Khawlaní en fou nomenat valí i s'inicià el procés d'islamització de les Balears. L'antiga ciutat romana, Palma, fou convertida en capital de la cora amb el nom de Madínat Mayurqa. Al seu torn, la resta de l'illa de Mayurqa fou dividida en dotze juz: Bulansa, Inkan, al-Jibal, Muruh, Xúlyar, Yartan, Manaqur, Muntuy, Qanaruixa, Bunyula-Mussu, Jijnaw-Bitrah i Ahwaz al-Madina, i una incerta al-Buhayra; per la seva part, l'illa de Yàbissa fou dividida en cinc juz: Burtuman, Benizamid, Xarq, al-Gharb i Alhaueth; finalment, l'illa de Manurqa es dividí en quatre juz: Benifabim, Hasmalujda, Alscaions i Benissaida.

### Mayurqa en el Califat de Còrdova
Pocs anys després, al 929 de l'era cristiana, l'emir omeia 'Abd al-Rahmān III va trencar tots el lligams amb el Califat abbàsida de Bagdad i es proclamà califa, convertint l'Emirat de Còrdova en el Califat Omeia de Còrdova. Durant el període califal els andalusins mayūrquins participaran en diverses incursions sobre el litoral occità i català. Però els disturbis interns menaren cap a la destrucció del Califat de Còrdova que l'any 1031 fou abolit oficialment, donant lloc a l'aparició de diversos petits regnes denominats Regnes de Taifes.

### Valís de Mallorca baix l'emirat i el Califat de Còrdova (902-1012)
- Issam al-Khawlani (902-913)
- Abd-Al·lah ibn Issam al-Khawlani (913-946)
- Al-Muwàffaq (946-969)
- Kàutir (969-998)
- Muqàtil (998-1012)

## Mayurqa en la Taifa de Dàniya

Taifa de Dénia, 1015-1076

L'any 1015 de l'era cristiana, les Balears havien estat conquerides per Abu-l-Jayx ibn Yússuf al-Muwàffaq Mujàhid i incorporades als seus dominis de la Taifa de Dàniya. Mujàhid convertí Mayurqa en la base d'operacions marítimes des d'on llençà diverses ràtzies de saqueig sobre el litoral cristià. Durant aquest període, després de l'any 1038, es donà la famosa polèmica teològica sobre la llei musulmana entre Ibn Hazm (partidari del zahirisme) i al-Bají (partidari del malikisme), després que Ibn Hazm hagués derrotat en l'illa a Ibn Bàriya.
L'emir de Dènia va ser succeït pel seu fill Alí ibn Mujàhid Iqbal-ad-Dawla que l'any 1076 acabà sotmetent-se al rei de la Taifa de Saraqusta, Abu-Jàfar Àhmad ibn Sulayman al-Múqtadir, de la dinastia iemenita dels Banu Hud. Quan aquest es presentà davant Dāniyya amb un notable exèrcit, Alí ibn Mujàhid Iqbal-ad-Dawla negocià sense batalla l'entrega i submissió dels territoris peninsulars de la Taifa de Dàniya a la Taifa de Saraqusta. Arran d'aquests fets, el governador Mayurqa, el valí Abd-Al·lah al-Murtada ibn al-Àghlab, actuà de manera independent fins que l'any 1087 es proclamà emir i convertí Mayurqa en un Regne Taifa.

### Valís de Mallorca sota l'emirat de Dénia (1016-87)
- Abu-l-Abbàs ibn Raixiq (1016-1048)
- Al-Àghlab (< 1048)
- Sulayman ibn Maxiqan (<1076)
- Abd-Al·lah al-Murtada ibn al-Àghlab (1076-1087) valí depenent de Dàniya.

## El Regne Taifa de Mayurqa (1076-1115) i la Croada Pisano-catalana (1114-1115)

Taifa de Mallorca, 1087-1114

L'antic valí Abd-Al·lah al-Murtada ibn al-Àghlab de Mayurqa era independent des de 1076 i s'autoproclamà emir el 1087. L'any 1109 Mayurqa patí l'atac dels vikings de la Croada noruega, i l'any 1114 es produí la Croada pisano-catalana contra Mayurqa. La República de Pisa, decidida a acabar amb la pirateria mayurqina, organitzà amb el suport de les tropes catalanes de Ramon Berenguer III una croada contra al-Mayurqa. Durant la croada es conquerí Eivissa i es saquejà Madínat Mayurqa, que quedà devastada i en ruïnes. Malgrat l'èxit de la campanya, les notícies de l'arribada de tropes almoràvits procedents de l'Àndalus (la península) forçà l'evacuació de l'illa per part de les tropes croades, no sense abans alliberar-ne els captius cristians. Durant l'assalt l'emir Mubàixxir Nàssir-ad-Dawla morí i fou succeït efímerament per Abu-r-Rabí Sulayman. Quan s'evacuà l'illa les tropes cristianes varen portar presoner el darrer emir. A partir d'aleshores la Taifa de Mallorca desaparegué i fou annexionada als dominis dels almoràvits.
És segurament en aquests moments, en coherència al que passà a la resta d'al-Àndalus arran l'ocupació Almoràvit, que el grup mossàrab fugí, acompanyant les tropes assaltants, desaparaguent o quedant molt reduït a Mayurqa.

### Emirs independents de Mayurqa (1087-1115)
- Abd-Al·lah al-Murtada ibn al-Àghab (1087-1093), emir independent de Mayurqa.
- Mubàixxir Nàssir-ad-Dawla (1093-1114)
- Abu-r-Rabí Sulayman (1114-1115)

## Mayurqa almoràvida

L'Imperi almoràvit

Després de la caiguda de Toledo a mans d'Alfons VII de Castella (1085), els diferents reietons o emirs andalusins reclamaren l'ajut d'una secta integrista islàmica sorgida al nord d'Àfrica, els almoràvits, formada bàsicament per amazics (això és, berbers). Aquests desembarcaren a la península i no tan sols derrotaren a Alfons VII de Castella en la batalla de Sagrajas (1086) sinó que conqueriren progressivament tots els regnes taifes de l'Àndalus que foren sotmesos al seu domini. El 1115, després de l'evacuació de les tropes croades per por al l'avenç alvoràvit, les tropes sarraïnes reconqueriren les Balears.

### Segona Taifa de Mayurqa i els Banu Ghàniya (1147-1203)

Arbre genealògic dels Banu Ghàniya

Unes dècades després i paral·lelament, una nova secta integrista, els almohades, s'havia alçat com a nova potència hegemònica al nord d'Àfrica i havia conquerit l'Àndalus vers la dècada de 1140s, de manera que Mayurqa quedà com un dels darrers reductes almoràvits. A partir d'aleshores, les Illes Balears restaren sota el domini independent de la dinastia almoràvit amazic dels Banu Ghàniya, que es proclamaren emirs i constituïren la segona Taifa de Mayurqa.
El govern dels Banū Ġāniya es caracteritzà novament per la pràctica de la pirateria contra les naus cristianes malgrat els tractats firmats amb la República de Pisa i la República de Gènova. A més, dugueren a terme una política agresiva en contra dels almohades, fins i tot fora d'al-Andalús, en un intent reconquerir el Magrib i restablir el domini almoràvit. Alí, el quart líder dels Banu Ghàniya, va conquerir Bugia l'any 1184, i després conquerí Alger, Constantina i la major part de Tunísia. Per contrarestar l'ofensiva i resistència almoràvit al Tunísia, els almohades feren una campanya en contra de Mayurqa, conquerint-la l'any 1203.

### Valís i emirs almoràvids de Mayurqa (1116-1203)
- Wànur ibn Abi-Bakr (1116-1126)
- Muhàmmad ibn Alí ibn Yússuf ibn Ghàniya (1126-1155), primer Banu Ghàniya.
- Ishaq ibn Muhàmmad ibn Ghàniya (1155-1184)
- Muhàmmad ibn Ishaq ibn Ghàniya (1184)
- Alí ibn Ishaq ibn Ghàniya (1184-1185)
- Muhàmmad ibn Ishaq ibn Ghàniya (1185-1187), segon cop.
- Taxfin ibn Ishaq ibn Ghàniya (1187)
- Abd-Al·lah ibn Ishaq ibn Ghàniya (1187-1203)

## Mayurqa en l'Imperi Almohade
El 1203 les tropes almohades es llançaren a la conquesta de Mayurqa governada per Abd-Al·lah ibn Ishaq ibn Ghàniya per tal de debilitar la resistència almoràvit a Ifriqīyya. A partir d'aleshores les Balears restaren incorporades al Califat almohade i serà governada per diferents valís nomenats des de la capital dels almohades, Marràqueix, el primer dels quals fou Abd-Al·lah ibn Ta-Al·lah al-Kumí.

### La guerra civil almohade i la semi-independència de Mayurqa
Però la derrota almohade en la batalla de Las Navas de Tolosa l'any 1212 a mans dels regnes cristians provocà la debilitat interna del califat i la posada en qüestió del règim integrista almohade. Se succeïren vuit califes, l'aparició de noves dinasties al Magrib, i finalment l'aparició de les terceres taifes. En aquest context de debilitat política, el valí de l'illa, Abu-Yahya Muhàmmad ibn Alí ibn Abi-Imran at-Tinmalalí, actuarà de manera semi-independent respecte del califa almohade Abu-l-Ula Idrís al-Mamun.

### Valís almohades de Mayurqa (1203-1229)
- Abd-Al·lah ibn Ta-Al·lah al-Kumí (1203)
- Abu-Zayd ibn Tujan (1204-1208)
- Abu-Abd-Al·lah ibn Abi-Hafs ibn Abd-al-Mumin (1208)
- Abu-Yahya Muhàmmad ibn Alí ibn Abi-Imran at-Tinmalalí (1208-1229)

### La conquesta catalana de les Balears
Les Corts a Barcelona, el 23 de desembre de 1228 a proposta de Jaume I, aproven la conquesta de Mallorca. comprometent-se a aportar homes, armes, embarcacions, cavalls, diners i altres ajudes. L'any següent, el 5 de setembre l'estol català surt de Salou, Cambrils i Tarragona desembarcant dia 11 a Santa Ponça. El 31 de desembre es conquereix Madina Mayurqa. Restaren distints focus de resistència a les serres de Tramuntana i Artà que són sufocats definitivament el 1232.
Pel que fa a Menorca, el 1231, mitjançant l'argúcia d'encendre grans focs, per tal de simular un gran exèrcit a Capdepera, lloc ben visible des de Menorca, Jaume I oferí a l'almoixerif de Menorca un pacte de submissió tributària que fou acceptat (Tractat de Capdepera).
Finalment, la conquesta d'Eivissa i Formentera es produí el 8 d'agost de 1235, després d'un pacte d'infeudació pel qual Jaume I, pel qual autoritzava a Guillem de Montgrí, Bernat de Santa Eugènia, Pere de Portugal i Nunó Sanç la conquesta de les Pitiüses.

## El reducte de Manurqa
Manurqa esdevingué el darrer reducte musulmà de les Balears; en els primers anys es mantengueren les estructures de poder heretades del període almohade, però el 1234 Abu-Uthman Saïd ibn al-Hàkam al Quraixí mitjançant un cop de força assumeix el poder i reestructurà l'illa a partir del seu govern personal, articulant un sistema estatal burocràtic i militar, també encunyà moneda i atragué a la seva cort als més importants intel·lectuals musulmans; fou succeït pel seu fill, Abu-Úmar ibn Saïd durant el govern del qual es produí la Conquesta de Menorca el 1287 a mans d'Alfons el Franc.

### Cadis i arraís de Manurqa (1229-1287)
- Abu-Abd-Al·lah Muhàmmad ibn Àhmad ibn Hixam (1229-1234), cadi.
- Abu-Uthman Saïd ibn al-Hàkam al-Quraixí (1234-1282), arrais.
- Abu-Úmar ibn Saïd (1282-1287), arrais.